# Torquato Taramelli

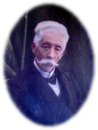
Torquato Taramelli

Torquato Taramelli (* 15. Oktober 1845 in Bergamo; † 31. März 1922 in Pavia) war ein italienischer Geowissenschaftler. Er gründete das italienische Institut für Geologie (italienisch Istituto geologico italiano) und war Mitbegründer mehrerer anderer italienischer Organisationen in diesem Bereich, wobei er einen erheblichen Beitrag leistete, diese Wissenschaft in Italien auf europäisches Niveau zu bringen.
Nachdem er im Alter von 19 Jahren das Studium der Naturwissenschaften am Polytechnikum Mailand abgeschlossen hatte, wurde er dort Assistent von Antonio Stoppani und widmete sich geologischen Untersuchungen in Friaul, im Gebiet um Triest und in Istrien. Er trug damit grundlegend zur Schaffung der ersten geologischen Karte Italiens bei. 1874 gründete er die Società Alpina Friulana, eine Sektion des Club Alpino Italiano, und wurde deren erster Präsident.
Er hatte die Lehrstühle für Geologie in Genua inne, danach, ab 1875, in Pavia, wo er auch den Lehrstuhl für Paläontologie erhielt. In den Studienjahren 1888–89 und 1890–91 war er Rektor der Universität Pavia.
Basierend auf seinen seismologischen Studien schuf er das erste italienische Netzwerk für geodynamische Beobachtungen.
1879 wurde er Korrespondierendes Mitglied der Accademia dei Lincei, 1891 Socio nazionale (Vollmitglied). Außerdem gehörte er der Accademia Roveretana degli Agiati und war Präsident der Società Geologica Italiana.
Torquato Taramelli war verheiratet mit Clotilde Boschetti. Der Ehe entsprang der bedeutende Archäologe und Prähistoriker Antonio Taramelli.